# 久保田龍吉
久保田 龍吉（くぼた たつよし、1960年9月16日-）は、日本の俳優。山口県出身。

## 来歴・人物
『相棒』シリーズ（テレビ朝日）では警視庁組織犯罪対策第5課・小松真琴役として、大木長十郎役を演じる志水正義とともに最初期から何らかの形でほぼ毎回出演している。しかし、志水はseason17放送開始直前に死去。志水の逝去後に制作されたSeason18以降は久保田も出演していない。

## 出演

### 映画
- 獅子の血脈（2001年、望月六郎監督） - 野添 役
- 新・仁義の墓場（2002年、三池崇史監督）- 成村組組員 役
- 許されざる者（2003年、三池崇史監督）
- 相棒シリーズ - 小松真琴 役
  - 相棒 -劇場版- 絶体絶命! 42.195km 東京ビッグシティマラソン（2008年）
  - 相棒シリーズ 鑑識・米沢守の事件簿（2009年）
  - 相棒 -劇場版II- 警視庁占拠! 特命係の一番長い夜（2010年）
  - 相棒シリーズ X DAY（2013年）
  - 相棒 -劇場版III- 巨大密室! 特命係 絶海の孤島へ（2014年）
  - 相棒 -劇場版IV- 首都クライシス 人質は50万人! 特命係 最後の決断（2017年）

### テレビドラマ
- 相棒シリーズ - 小松真琴 役
  - pre season（2000年6月3日、2001年1月27日・11月10日）
  - season1（2002年10月9日 - 12月25日）
  - season2（2003年10月8日 - 2004年3月17日）
  - season3（2004年10月13日 - 2005年3月23日）
  - season4（2005年10月12日 - 2006年3月15日）
  - season5（2006年10月11日 - 2007年3月14日）
  - season6（2007年10月24日 - 2008年3月19日）
  - season7（2008年10月22日 - 2009年3月18日）
  - season8（2009年10月14日 - 2010年3月10日）
  - season9（2010年10月20日 - 2011年3月9日）
  - season10（2011年10月19日 - 2012年3月21日）
  - season11（2012年10月10日 - 2013年3月20日）
  - season12（2013年10月16日 - 2014年3月19日）
  - season13（2014年10月15日 - 2015年3月18日）
  - season14（2015年10月14日 - 2016年3月16日）
  - season15（2016年10月12日 - 2017年3月22日）
  - season16（2017年10月18日 - 2018年3月14日）
  - season17（2018年10月17日 - 2019年3月20日）
- 土曜ワイド劇場 ハラハラ刑事「美人OLナゾの飛び降り自殺汚職警官の秘密計画を暴け!」（2004年）- 刑事 役
- ハラハラ刑事2「狙われた美人妻と不良娘!連続殺人に秘められた悲劇の十年愛!」（2005年）- 警視庁築地北警察署刑事課 刑事 役
- 水曜ミステリー9 密会の宿4 「京都・箱根・鎌倉不倫カップル連続失踪殺人事件」（2005年） - 久保田刑事 役

### Vシネマ
- 真説・人間魚雷 極悪仁義（2002年、鶴見昴介監督）